# Tsavo nationalpark
Tsavo nationalpark, eller Tsavo National Park ligger i sydöstra Kenya och består idag egentligen av två nationalparker: Tsavo West nationalpark och Tsavo East nationalpark. Området inrättades som en sammanhängande nationalpark år 1948, och delades snart därefter i två parker, med den gemensamma ytan på 20 800 km2.